# Stéphane Sednaoui
Stéphane Sednaoui (Parigi, 27 febbraio 1963) è un regista e fotografo francese.

## Carriera
Ha ottenuto successo come fotografo nella moda, nel giornalismo e nella pubblicità girando spot per Victoria's Secret, Vivienne Westwood, Revlon, Jean-Paul Gaultier e Ralph Lauren, prima che cominciasse a fotografare artisti celebri nei primi anni novanta. Ha scattato foto per Kylie Minogue, Björk, Claire Danes, Liv Tyler, Courtney Love, Salma Hayek, Kurt Cobain, Richard Pryor, Robert Mitchum e Billy Wilder. Dall'inizio degli anni novanta ha cominciato anche a girare video musicali.
Nel settembre del 2005 è stata pubblicata una raccolta su DVD di suoi videoclip e cortometraggi "Work of Director: Stephane Sednaoui", per conto della Directors Label.

## Filmografia

### Cortometraggi
- "Walk On the Wild Side" (produttore e regista) – (2005) Film di 10 minuti film basato sulla canzone di Lou Reed "Walk on the Wild Side".

### Produzione artistica
- "Acqua Natasa" (produttore e regista) (2005)

### Animazione
- "Army of Me" (produttore e regista) (2005) – Film d'animazione basato sulla canzone di Björk "Army of Me".

## Video musicali
- 1990 - "Le pouvoir", Suprême NTM
- 1990 - "Le monde de demain", Suprême NTM
- 1991 - "Kozmik", Ziggy Marley
- 1991 - "Give It Away", Red Hot Chili Peppers
- 1991 - "Mysterious Ways", U2
- 1992 - "Breaking the Girl", Red Hot Chili Peppers
- 1992 - "Sometimes Salvation", The Black Crowes
- 1993 - "Way of the Wind" (versione 1), PM Dawn
- 1993 - "Fever", Madonna
- 1993 - "Today", The Smashing Pumpkins
- 1993 - "Big Time Sensuality", Björk
- 1994 - "Nouveau Western", MC Solaar
- 1994 - "7 seconds" (versione 1), Youssou N'Dour & Neneh Cherry
- 1994 - "Sly", Massive Attack
- 1995 - "Fragile", Isaac Hayes
- 1995 - "Queer", Garbage
- 1995 - "Fallen Angel", Traci Lords
- 1995 - "Hell Is Around the Corner", Tricky
- 1995 - "Pumpkin", Tricky
- 1996 - "Here Come the Aliens", Tricky
- 1996 - "Ironic", Alanis Morissette
- 1996 - "Whatever You Want", Tina Turner
- 1996 - "GBI: German Bold Italic", Tōwa Tei & Kylie Minogue
- 1996 - "Possibly Maybe", Björk
- 1996 - "Milk", Garbage
- 1997 - "Sleep to Dream", Fiona Apple
- 1997 - "Discothèque" (versione 1), U2
- 1997 - "Gangster Moderne", MC Solaar
- 1997 - "Never Is a Promise", Fiona Apple
- 1998 - "Thank U", Alanis Morissette
- 1998 - "Lotus", R.E.M.
- 1999 - "I'm Known", Keziah Jones
- 1999 - "Falling in Love Again", Eagle-Eye Cherry
- 1999 - "You Look So Fine", Garbage
- 1999 - "Sweet Child o' Mine", Sheryl Crow
- 1999 - "Scar Tissue", Red Hot Chili Peppers
- 1999 - "For Real", Tricky & DJ Muggs
- 1999 - "Nothing Much Happens", Ben Lee
- 1999 - "Summer Son" by Texas
- 1999 - "Around the World", Red Hot Chili Peppers
- 1999 - "The Chemicals Between Us", Bush
- 2000 - "Mixed Bizness", Beck
- 2000 - "Tailler la zone", Alain Souchon
- 2000 - "Let's Ride", Q-Tip
- 2000 - "Disco Science", Mirwais
- 2000 - "I Can't Wait", Mirwais
- 2001 - "Dream On", Depeche Mode
- 2001 - "Little L", Jamiroquai
- 2002 - "Paris", Camille
- 2003 - "Anti-matter", Tricky